# Marasmius anomalus
Marasmius anomalus är en svampart som beskrevs av Peck 1872. Marasmius anomalus ingår i släktet Marasmius och familjen Marasmiaceae.  Arten är reproducerande i Sverige. Inga underarter finns listade i Catalogue of Life.